# Valeria (série télévisée, 2020)
Pour les articles homonymes, voir Valeria.
Valeria est une série télévisée espagnole en trente épisodes d'environ 41 minutes diffusée entre le 8 mai 2020 et le 14 février 2025 sur la plateforme Netflix. La série est basée sur les romans de la saga En los zapatos de Valeria d'Elísabet Benavent, publiés en 2013.

## Distribution

### Acteurs principaux
- Diana Gómez (VF : Laëtitia Godès) : Valeria
- Silma López (es) (VF : Charlotte Correa) : Lola
- Paula Malia (VF : Charlyne Pestel) : Carmen
- Teresa Riott (VF : Audrey Sourdive) : Nerea
- Maxi Iglesias (VF : Marc Arnaud) : Víctor
- Ibrahim Al Shami (es) (VF : Donald Reignoux) : Adrián (saisons 1-2)
- Juanlu González (es) (VF : Romain Altché) : Borja (saisons 2-3, récurrent saison 1)
- Federico Aguado (VF : Valentin Merlet) : Bruno Aguilar (saison 3)

### Acteurs récurrents
- Aitor Luna (en) (VF : Nessym Guetat) : Sergio (saisons 1-2)
- Raquel Ventosa : Olga (saisons 1-2)
- Cris Iglesias : Gloria (saisons 1-2)
- Eva Martín (es) (VF : Isabelle Desplantes) : Chus (saisons 1-2)
- Laura Corbacho (es) (VF : Alexis Tomassian) : Miriam (saisons 1-2)
- Júlia Molins (es) (VF : Joséphine Ropion) : Cris (saison 1)
- Mero González (VF : Sara Chambin) : Zaida (saison 1)
- Esperanza Guardado (es) (VF : Fouzia Youssef-Holland) : Lidia (saison 1)
- Melissa Fernández : la compagne de Carmen (saison 1)
- Ruth Llopis (VF : Marie Chevalot) : Rebeca, la sœur de Valeria (saison 1)
- José Pastor (es) (VF : Benjamin Penamaria) : Rai (saison 3)
- Mima Riera (VF : Ophélie Bernard) : Georgina (saison 3)

 Source et légende : version française (VF) sur RS Doublage et cartons de doublage français.

## Production
Le 12 juin 2020, Netflix a annoncé que la série était renouvelée pour une deuxième saison, avant même la sortie de la première. La deuxième saison est sortie le 13 août 2021 avec huit épisodes, la troisième saison est sortie le 2 juin 2023. Le 12 mars 2024, Netflix a annoncé une quatrième et dernière saison.

## Épisodes

### Première saison (2020)
1. L'Imposteur (La impostora)
2. Un signe (Señales)
3. L'Alaska (Alaska)
4. L'Étang (La charca)
5. Mister Champi (Mr Xampi)
6. L'Arrosoir (La regadera)
7. Le Colis (El paquete)
8. Les Points de suspension (Puntos suspensivos)

### Deuxième saison (2021)
1. Arrêter de fuir (Dejar de huir)
2. Si tu ne sais pas quoi faire, écris (Si no sabes que hacer, escribe)
3. Un livre n'est pas qu'un livre (Un libro no es un libro)
4. Exposée (Expuesta)
5. En fusion (Fundición)
6. Tortilla Challenge
7. Clignoter (Titilar)
8. Reflet (Reflejo)

### Troisième saison (2023)
1. L'enterrement de vie de jeune fille (A despedida)
2. Équilibre (Equilibrio)
3. Fin
4. J'y étais (Eu estava lá)
5. Te dévorer (Te comer)
6. Les mots (A palavra)
7. Grandir (Envelhecer)
8. La décision (A decisão)

### Quatrième saison (2025)
1. Non-player character
2. La Lumière
3. Responsabilité affective
4. Fais un vœu
5. La Foire
6. Ici et maintenant